# 壘壁陣增二
壘壁陣增二，又名寶瓶座67，BD-07 5838，HD 215143、SAO 146273、HR 8647，是寶瓶座的一颗恒星，视星等为6.41，位于銀經60.56，銀緯-53.52，其B1900.0坐标为赤經22h 38m 0.9s，赤緯-7° -53.52′ 11″。